# Rosa taiwanensis
Rosa taiwanensis là loài thực vật có hoa trong họ Hoa hồng. Loài này được Nakai miêu tả khoa học đầu tiên năm 1916.